# Дроздова, Лилия Степановна
Лилия Степановна Дроздо́ва (1927—2011) — советская и российская актриса театра и кино. Лауреат Сталинской премии третьей степени (1952). Народная артистка РСФСР (1971).

## Биография
Лилия Степановна Дроздова родилась 12 июня 1927 года в Байрам-Али (ныне Туркменистан). Детство прошло в Белоруссии. С ранних лет любила танцевать и мечтала стать балериной. Училась в хореографическом училище. Однако в её планы о карьере балерины вмешалась война. Участвовала в Великой Отечественной войне 1941—1945 годов. В начале войны она потеряла родных и в возрасте 14 лет присоединилась к военно-санитарному поезду, в котором стала сандружинницей, ухаживала за ранеными.
В 1950 году окончила Минский театральный институт и с 1950 по 1957 годы играла в Белорусском национальном театре имени Я. Купалы. С 1957 года работала в Горьковском театре драмы имени М. Горького. Сыграла около 40 ролей.
Умерла 5 июля 2011 года. Похоронена в Нижнем Новгороде на Красном кладбище.

## Семья
- Муж — Израиль Борисович Гусман (1917—2003), дирижёр и педагог[6][5].

## Театральные работы
- «Моя дорогая Памела» (Джон Патрик) — Памела
- «Странная миссис Сэвидж» (Джон Патрик) — миссис Сэвидж
- «Барабанщица» (А. Д. Салынский) — Нила Снижко

## Фильмография
1. 1952 — Павлинка — Павлинка
2. 1953 — Поют жаворонки — Настя Вербицкая
3. 1954 — Кто смеётся последним? — Вера Михайловна, научный сотрудник
4. 1955 — Нестерка — Настя
5. 1964 — Сумка, полная сердец — Арина

## Награды и премии
- Орден «Знак Почёта» (25.02.1955).
- Орден Отечественной войны II степени (1985).
- медали
- Сталинская премия третьей степени (1952) — за роль Насти Вербицкой в спектакле «Поют жаворонки» Кондрата Крапивы, поставленный на сцене БелАДТ имени Я. Купалы.
- Заслуженная артистка Белорусской ССР.
- Народная артистка РСФСР (1971).
- Премия имени Н. И. Собольщикова-Самарина.